# Nicarete albovittipennis
Nicarete albovittipennis är en skalbaggsart som beskrevs av Stefan von Breuning 1957. Nicarete albovittipennis ingår i släktet Nicarete och familjen långhorningar.
Artens utbredningsområde är Madagaskar. Inga underarter finns listade i Catalogue of Life.